# August Spannenkrebs
August Spannenkrebs (ur. 21 sierpnia 1856 w Kraszewie, zm. 10 lutego 1931 we Fromborku) – warmiński duchowny katolicki, doktor filozofii, kanonik kapituły warmińskiej we Fromborku.

## Życiorys

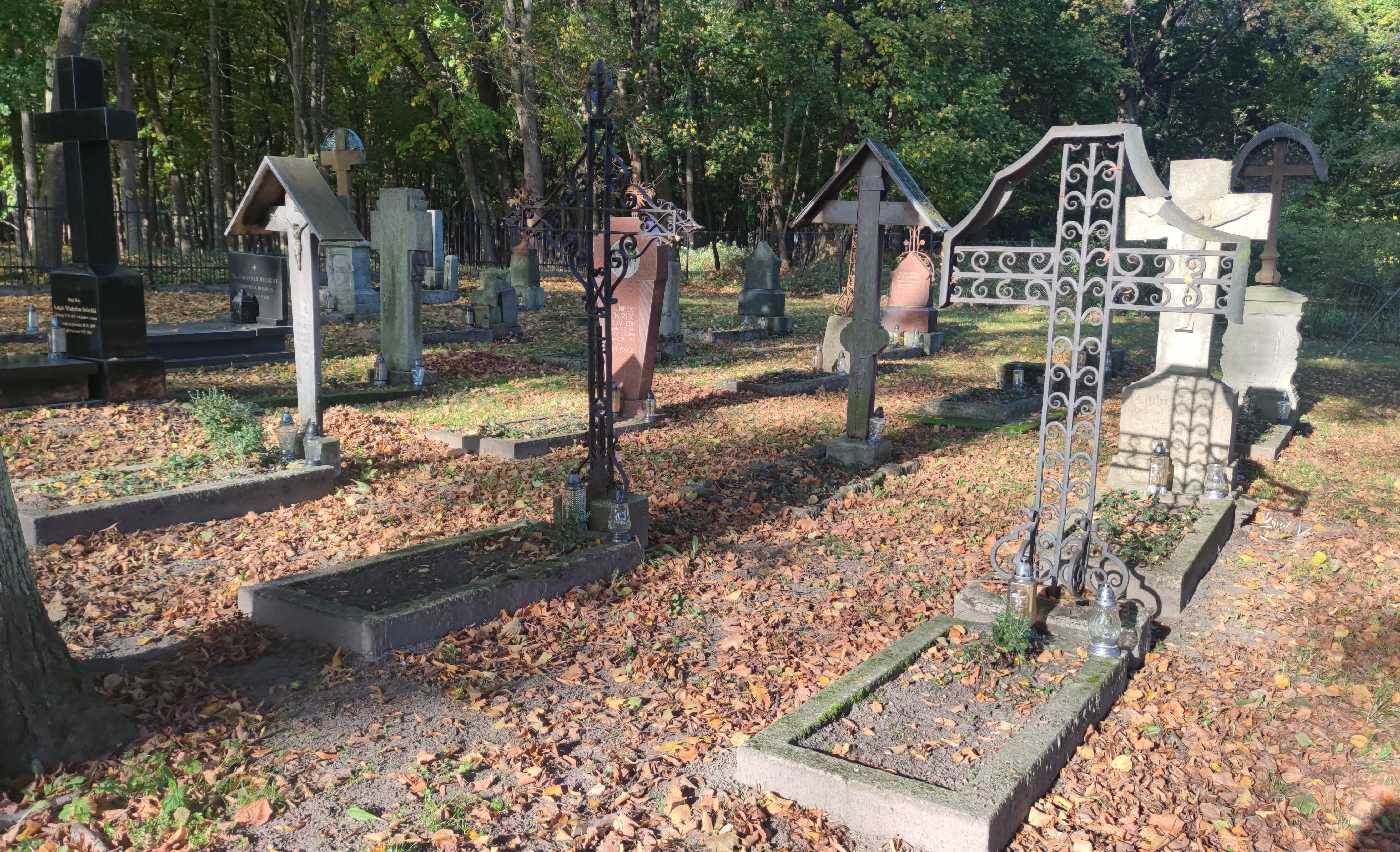
Widok ogólny cmentarza, w drugim rzędzie grób księdza

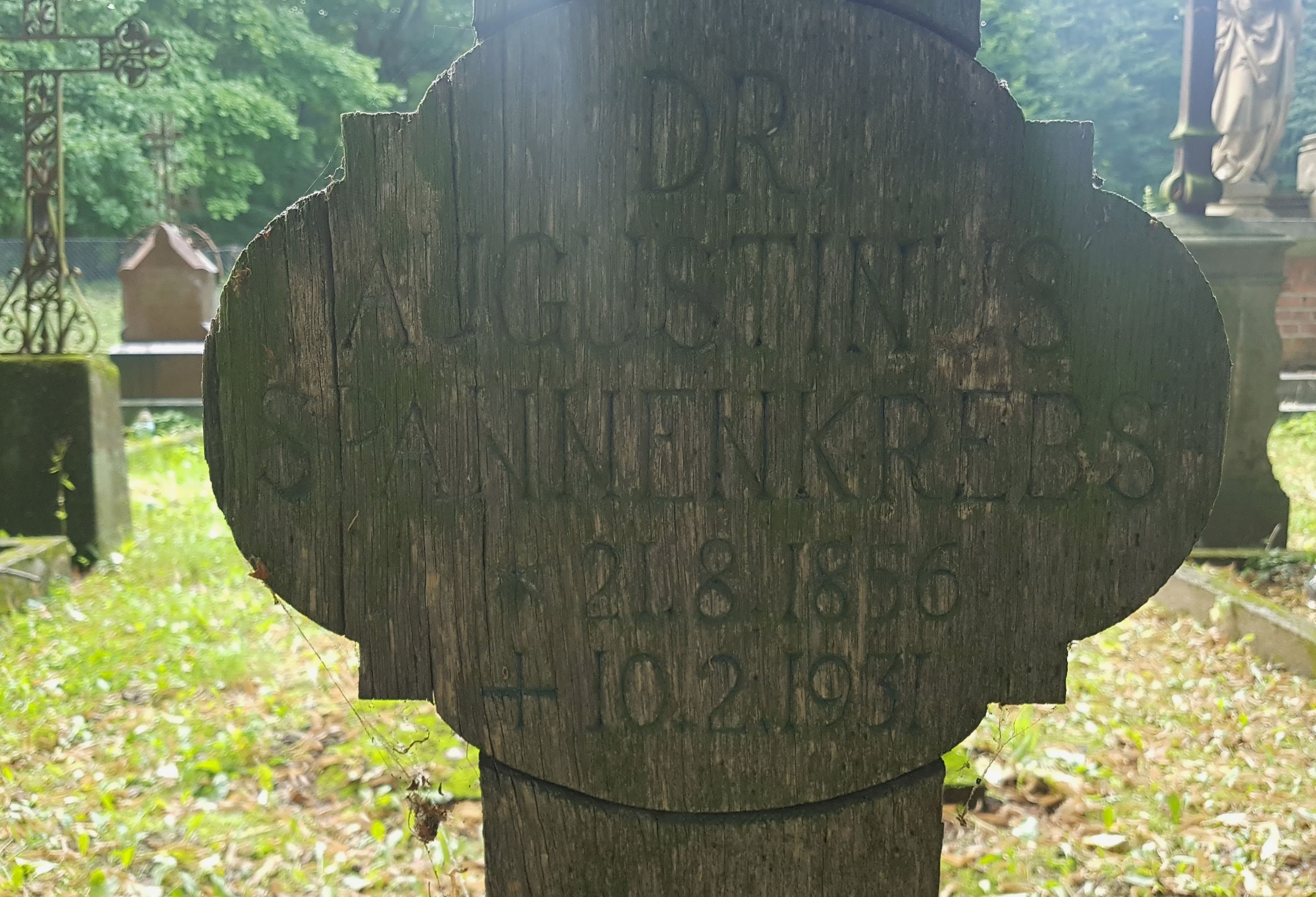
Inskrypcja na nagrobku „Augustinus Spannenkrebs”

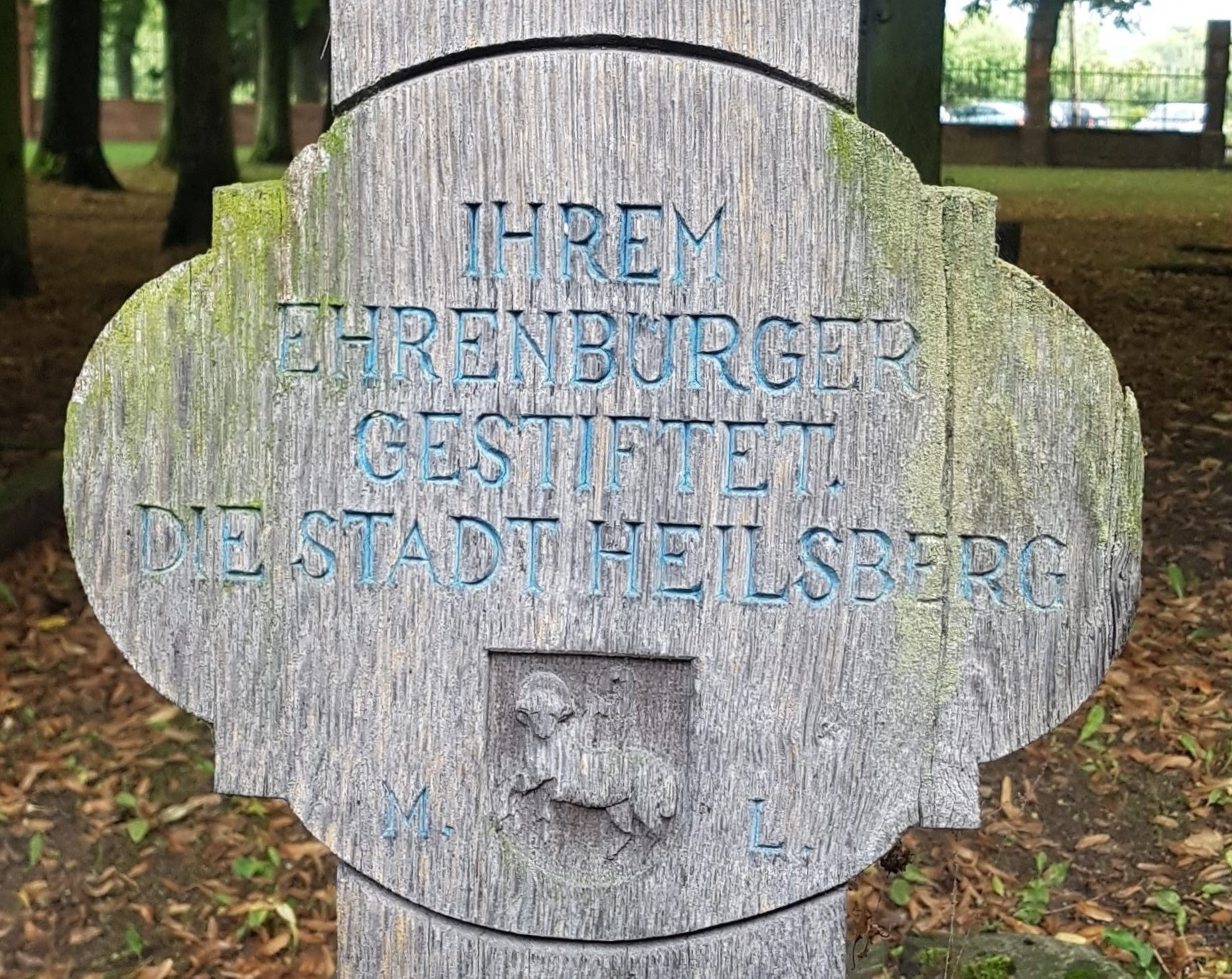
Honorowemu obywatelowi ufundowało miasto Lidzbark Warmiński

Urodził się w Kraszewie koło Lidzbarka Warmińskiego w ubogiej wiejskiej rodzinie. Miejscowy proboszcz Hosmann szybko dostrzegł wybitne zdolności do nauki u młodego ministranta i dopomógł mu w dostaniu się do gimnazjum w Braniewie, gdyż August nie mógł liczyć na sfinansowanie nauki z domu rodzinnego. Już w gimnazjum dorabiał udzielając korepetycji słabszym uczniom, czym uzupełniał finansowanie ze strony proboszcza. Po ukończeniu gimnazjum i uzyskaniu matury w 1877 roku rozpoczął studia teologiczne w seminarium w Braniewie. Po zamknięciu szkoły przez władze pruskie w dobie kulturkampfu przeniósł się do Eichstätt w Bawarii, gdzie skończył seminarium i przyjął święcenia kapłańskie 23 lipca 1882 roku. W latach 1882–1883 był wikariuszem w niemieckim kościele Santa Maria dell'Anima w Rzymie. W latach 1884–1886 studiował filozofię na Uniwersytecie w Würzburgu. Studia zakończył stopniem doktora filozofii na podstawie dysertacji Die metaphysischen Prinzipien des Grundes und des Zweckes nach Leibniz. Następnie posługiwał w Reszlu, gdzie był również od 1 października 1886 nauczycielem religii w miejscowym gimnazjum. 29 grudnia 1896 został mianowany proboszczem parafii w Lidzbarku Warmińskim. Wielką troską otaczał naukę młodzieży. Zorganizował w mieście szkołę średnią dla chłopców i dziewcząt, za co został odznaczony Orderem Orła Czerwonego IV klasy. W 1912 został mianowany kanonikiem honorowym kapituły warmińskiej, a 28 maja 1920 kanonikiem rzeczywistym. Pełnił w diecezji funkcję penitencjarza (duchowny upoważniony do udzielania rozgrzeszenia w wypadkach popełnienia najcięższych grzechów). Następnie przeniósł się do Fromborka. W 1924 został mianowany wikariuszem generalnym. Otrzymał również godność pronotariusza apostolskiego. Po śmierci biskupa Augustinusa Bludaua w dniu 9 lutego 1930, aż do nominacji biskupa Maximiliana Kallera 2 września tegoż roku, zarządzał diecezją warmińską jako wikariusz kapitulny.
Zmarł 10 lutego 1931 roku we Fromborku. Pochowany został na cmentarzu kanoników.
W 1920 otrzymał tytuł „Honorowego Obywatela Lidzbarka Warmińskiego”. Po śmierci jedna z ulic w Lidzbarku Warmińskim nazwana została na jego cześć Spannenkrebsstraße i nosiła tę nazwę do 1945 roku.